# Krásné Pole (Chřibská)
Krásné Pole (německy Schönfeld) je vesnice, část města Chřibská v okrese Děčín. Nachází se asi 2,5 kilometru jihovýchodně od Chřibské. Krásné Pole leží v katastrálním území Krásné Pole u Chřibské o rozloze 0,66 km².

## Historie
První písemná zmínka o vesnici pochází z roku 1772 a nachází se ve farní matrice narozených farnosti Chřibská. Počet nejméně šedesáti adres dosvědčuje, že tam lidé bydleli již před rokem 1772, protože 9. ledna 1772 se Christian Josef Richter narodil v chalupě číslo 60. Oproti tomu Antonín Profous uvedl rok 1787.
Roku 1806 zde založil Augustin Tschinkel první továrnu na cikorku. Jeho synové roku 1850 převedli výrobu na parní pohon a roku 1862 rozšířili sortiment kávovin o čokoládu a cukrovinky. Firma provozovala nedaleko hřbitova také cihelnu. Oba podniky zkrachovaly v lednu roku 1885. Roku 1903 podnikatel Heinrich Stolle z Varnsdorfu továrnu adaptoval na textilku, vyráběl stříhaný bavlněný samet. Dále byla v obci niťárna a továrna Ignaze Schrötera na pletací vlnu, založená roku 1840.

## Obyvatelstvo
Při sčítání lidu v roce 1921 zde žilo 622 obyvatel (z toho 273 mužů), z nichž bylo 140 Čechoslováků, 474 Němců, jeden příslušník jiné národnosti a sedm cizinců. Kromě třinácti evangelíků, tří členů nezjišťovaných církví a šestnácti lidí bez vyznání byli římskými katolíky. Podle sčítání lidu z roku 1930 měla vesnice 685 obyvatel: 97 Čechoslováků, 581 Němců a sedm cizinců. Kromě římskokatolické většiny ve vsi žilo 21 evangelíků, jeden člen církve československé, jeden příslušník nezjišťovaných církví a 55 lidí bez vyznání.
|                                                                   | 1869 | 1880 | 1890 | 1900 | 1910 | 1921 | 1930 | 1950 | 1961 | 1970 | 1980 | 1991 | 2001 | 2011 |
| ----------------------------------------------------------------- | ---- | ---- | ---- | ---- | ---- | ---- | ---- | ---- | ---- | ---- | ---- | ---- | ---- | ---- |
| Obyvatelé                                                         | 733  | 742  | 685  | 636  | 749  | 622  | 685  | 220  | 162  | 163  | 145  | 138  | 140  | 135  |
| Domy                                                              | 90   | 97   | 99   | 103  | 102  | 97   | 98   | 100  | .    | 33   | 29   | 27   | 45   | 43   |
| Počet domů z roku 1961 je zahrnut v domech místní části Chřibská. |      |      |      |      |      |      |      |      |      |      |      |      |      |      |

## Pamětihodnosti
- Venkovská usedlost čp. 27
- Venkovská usedlost čp. 44
- Schabestielova lípa – památný strom, roste za obcí při levé straně silnici na Dolní Falknov cca 440 m od křižovatky[12] (přibližné souřadnice 50°50′49″ s. š., 14°30′35″ v. d.)

## Rodáci
- Augustin Tschinkel (1773–1833), zakladatel české továrny na cikorku v Krásném Poli (1806) a v Lovosicích
- Johann Hille (1852–1925), předseda Horského spolku pro nejsevernější Čechy[6]